# Roman Wojciechowski (bibliotekarz)

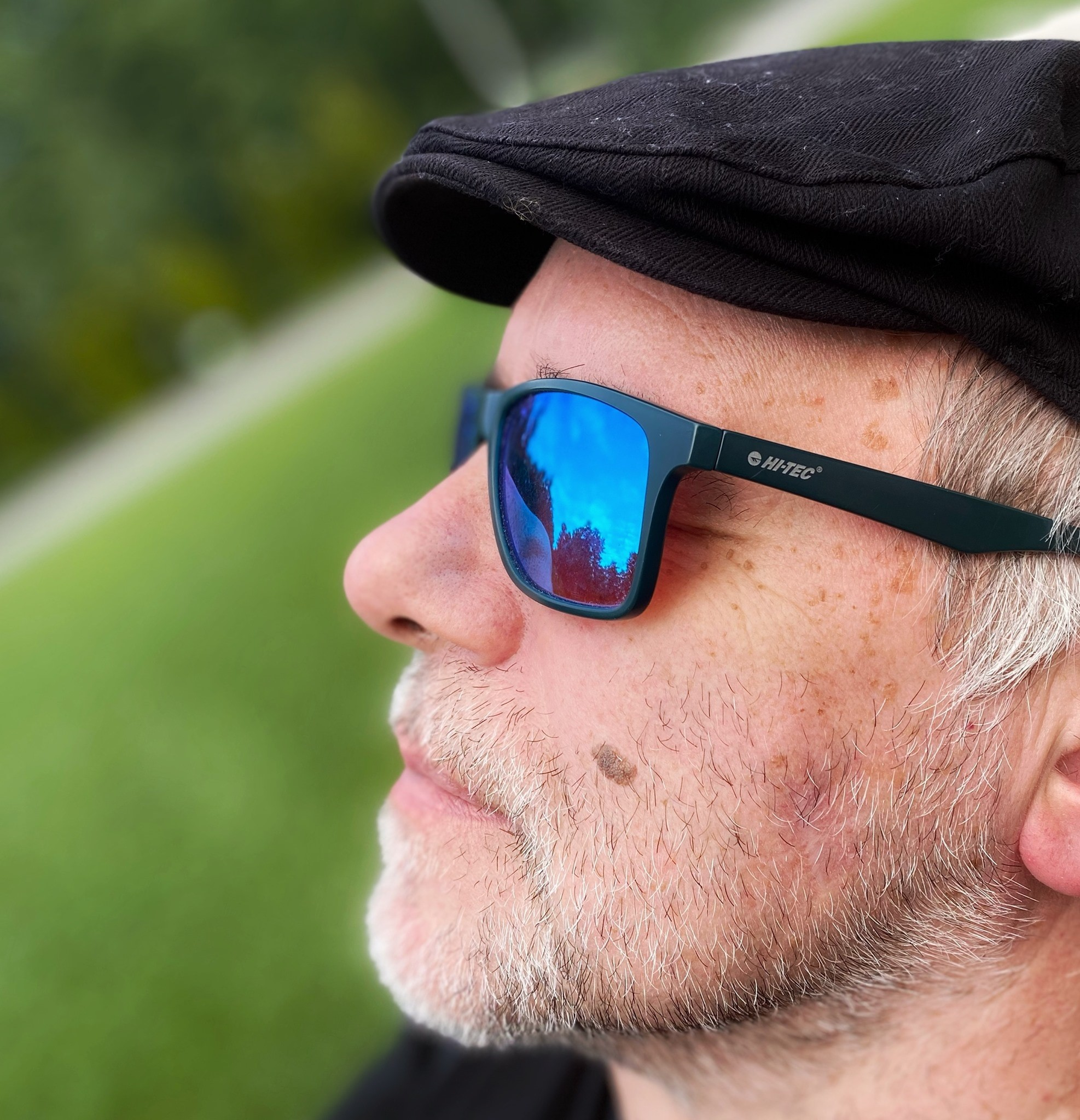
Roman Wojciechowski

Roman Wojciechowski (ur. 14 listopada 1959 w Sopocie) – historyk, publicysta, bibliotekoznawca, animator kultury.

## Życiorys
Studia magisterskie ukończył na Wydziale Humanistycznym (historia) Uniwersytetu Gdańskiego w roku 1986. Na tym samym Uniwersytecie ukończył studia podyplomowe na kierunku Filologiczno-Historycznym o specjalności Bibliotekoznawstwo i Informacja Naukowa w roku 1991. W latach 2007–2008 ukończył studia podyplomowe na Politechnice Gdańskiej na Wydziale Zarządzania i Ekonomii o specjalności Prawo i Fundusze Europejskie.
Od 1989 roku pracował na stanowisku bibliotekarza w Miejskiej Bibliotece Publicznej im. Józefa Wybickiego w Sopocie. Od 1994 roku objął stanowisko dyrektora tej instytucji, które pełnił do 2020 roku. Pracował w Wojewódzkiej i Miejskiej Bibliotece Publicznej im. Cypriana Norwida w Zielonej Górze jako Specjalista ds. wdrażania nowych technologii i idei bibliotecznych. Pracuje jako członek Rady Fundacji Krajowy Depozyt Biblioteczny.

## Funkcje i aktywności
- 2001–2003 – wiceprezes Oddziału Sopot Zrzeszenia Kaszubsko-Pomorskiego[1].
- 2014–2020 – członek komitetu redakcyjnego Rocznika Sopockiego[5].
- 2017–2018 – członek jury pierwszej edycji Literackiej Nagrody Burmistrza Zakopanego[6].
- 2018 – Członek Kapituły Lubuskiego Wawrzynu Dziennikarskiego 2018 (organizator: Wojewódzka i Miejska Biblioteka Publiczna im. Cypriana Norwida w Zielonej Górze)[7]
- 2019 – Członek Kapituły Lubuskiego Wawrzynu Literackiego 2019 (organizator: Wojewódzka i Miejska Biblioteka Publiczna im. Cypriana Norwida w Zielonej Górze)[8]
- od 2018 – członek Zarządu Polskiego Związku Bibliotek[9].
- od 2021 – członek Rady Fundacji Depozyt Biblioteczny[10].

Jest autorem i pomysłodawcą wielu programów i przedsięwzięć. Jako dyrektor Miejskiej Biblioteki Publicznej im. Józefa Wybickiego w Sopocie był współorganizatorem festiwalu „Literacki Sopot”, czynnie uczestniczył jako członek zespołu festiwalowego KOZZI Film Festiwal.

## Publikacje
Jest publicystą i ma na swoim koncie współpracę z czasopismami:
- Rocznik Sopocki[5],
- Topos[13],
- Kuryer Sopocki[2],
- Bibliotekarz Lubuski[14],
- Bibliotekarz[15],
- EBIB[16].

Był autorem programów propagujących książkę elektroniczną w oparciu o współpracę z firmą PocketBook. Jako propagator idei książki cyfrowej zaangażował się w projekt dotyczący tej sfery realizowany przez Fundację Depozyt Biblioteczny, gdzie jest członkiem Rady Fundacji.
Wykaz publikacji Romana Wojciechowskiego znajduje się w systemie ORCID (Open Researcher and Contributor ID).

## Nagrody i wyróżnienia
Nagrody dla zespołów kierowanych przez Romana Wojciechowskiego:
- 2003 – I miejsce w Konkursie „Biblioteka – Lokalne Centrum Informacji, Kultury i Edukacji” organizowanym przez Bibliotekę Narodową, Stowarzyszenie Bibliotekarzy Polskich, Polską Izbę Książki oraz Tygodnik Przegląd[20].
- Nominacja w Konkursie Stron Internetowych WebStar Festival dla strony internetowej Miejskiej Biblioteki Publicznej im. Józefa Wybickiego w Sopocie w kategorii: Kultura, Rozrywka[21].
- 2008 – II miejsce w Konkursie Polskiej Izby Książki na Najbardziej Aktywną Bibliotekę 2007 roku oraz Tytuł Mistrz Promocji Czytelnictwa[22].
- 2010 – Nagroda Specjalna w konkursie Mistrz Promocji Czytelnictwa organizowanym przez Stowarzyszenie Bibliotekarzy Polskich dla laureata poprzednich edycji konkursu za utrzymanie wysokiego poziomu popularyzacji książek i czytelnictwa[23].
- 2014 – Nagroda Specjalna: Super Mistrz Promocji Czytelnictwa w konkursie Mistrz Promocji Czytelnictwa organizowanym przez Stowarzyszenie Bibliotekarzy Polskich dla laureata poprzednich edycji konkursu za utrzymanie wysokiego poziomu popularyzacji książek i czytelnictwa[24].
- 2016:
  - Wyróżnienie w konkursie Mistrz Promocji Czytelnictwa organizowanym przez Stowarzyszenie Bibliotekarzy Polskich dla laureata poprzednich edycji konkursu za utrzymanie wysokiego poziomu popularyzacji książek i czytelnictwa[25].
  - Wyróżnienie dla Sopoteki w konkursie Foornifest w kategorii Wnętrza Publiczne[26].
  - Nagroda Jury w konkursie Inwestujemy W Dzieci organizowanym przez portal Czasdzieci.pl w kategorii: Najlepsza inwestycja publiczna dla dzieci w wieku 0–14 lat w regionie województwa Pomorskiego. Nagroda została przyznana Minitece (agenda Miejskiej Biblioteki Publicznej im. Józefa Wybickiego w Sopocie) funkcjonującej w starej siedzibie głównej biblioteki mieszczącej się przy ulicy Obrońców Westerplatte 16[21].
- 2017 – Wyróżnienie tytułem Library of the Week Sopoteki przez grupę wydawniczą Emerald Publishing via Twitter[21].
- 2018:
  - I miejsce w konkursie Mistrz Promocji Czytelnictwa organizowanym przez Stowarzyszenie Bibliotekarzy Polskich[27].
  - Nagroda Sezonu Wydawniczo-Księgarskiego Ikar im. Tadeusza Górnego, przyznana za bogactwo oferty kulturalnej i entuzjastyczne opinie odbiorców Miejskiej Bibliotece Publicznej im. Józefa Wybickiego w Sopocie[28].
  - III miejsce w konkursie Lodołamacze 2018 w kategorii: Przyjazna Przestrzeń (Sopoteka)[29].
- 2019 – III miejsce w konkursie Sopockie Perły 2019 w kategorii: Debiut za projekt pt. „Spacery śladami bohaterów”[30].

Ponadto w 2004 roku Roman Wojciechowski otrzymał również wyróżnienie indywidualne Odznakę „Zasłużony Działacz Kultury” przyznane przez Ministra Kultury i Dziedzictwa Narodowego (Nr. 374 z dnia 16 kwietnia 2004).